# Majesty Demos
The Majesty Demos são as primeiras tentativas do Dream Theater com seu antigo nome "Majesty". A fita original de 1986 continha seis faixas que foram gravadas num gravador analógico de 4 pistas de Mike Portnoy e um outro gravador de 4 pistas obtidos a partir de amigos em Berklee College of Music. Todos os membros da banda tinham cerca de 19 anos de idade no momento da gravação. Somente mil cópias foram gravadas em fita cassete e distribuídos para fãs e revistas de rock e metal. Portnoy deu uma cópia para Jim Matheos, do Fates Warning, um movimento que foi fundamental para a banda na cena do rock progressivo. O line-up na gravação inicial era formado pelo tecladista Kevin Moore, o baixista John Myung, o guitarrista John Petrucci, e o baterista Mike Portnoy. Chris Collins, o vocalista da banda na época, tinha sido introduzido na banda depois que um amigo ouviu uma demo dele cantando uma versão de "Queen of the Reich", do Queensrÿche.
Dezessete faixas foram liberadas pela YtseJam Records, com o título de The Berklee Demos, e foram registradas mais cedo por Portnoy, Petrucci e Myung na Berklee College of Music. Essas faixas são instrumentais. As faixas 11 a 17 são sete miniaturas de guitarra, gravadas por Petrucci e Portnoy tarde da noite para demonstrar double-tracking na guitarra. As músicas de The Berklee Demos não incluem teclados, exceto para a "YYZ", cover o Rush, no qual Portnoy toca teclado. Estas gravações incluem versões de "Another Won", "Two Far", e "Your Majesty", que mais tarde aparecem em The Majesty Demos, embora originalmente eram instrumentais sem teclados. É por esta razão que estas três músicas aparecem duas vezes no relançamento da YtseJam Records, já que o CD é uma combinação da Berklee Demos com o Majesty Demos.

## Faixas[2]
| N.º | Título         | Duração |  |
| 1.  | "Another Won"  | 5:27    |  |
| 2.  | "Your Majesty" | 3:45    |  |
| 3.  | "A Vision"     | 11:24   |  |
| 4.  | "Two Far"      | 5:25    |  |
| 5.  | "Vital Star"   | 5:44    |  |
| 6.  | Sem título     | 5:34    |  |

### Relançamento YtseJam Records e Inside Out
| N.º | Título                                                    | Duração |  |
| 1.  | "Particle E. Motion"                                      | 1:38    |  |
| 2.  | "Another Won (versão instrumental)"                       | 5:26    |  |
| 3.  | "The Saurus"                                              | 1:23    |  |
| 4.  | "Cry for Freedom"                                         | 6:31    |  |
| 5.  | "The School Song"                                         | 6:12    |  |
| 6.  | "YYZ" (Rush cover)                                        | 4:03    |  |
| 7.  | "The Farandole" (Talas cover)                             | 3:16    |  |
| 8.  | "Two Far (versão instrumental)"                           | 5:40    |  |
| 9.  | "Anti-Procrastination Song" (S.O.D. cover)                | 0:13    |  |
| 10. | "Your Majesty (versão instrumental)"                      | 3:56    |  |
| 11. | "Solar System Race Song"                                  | 0:17    |  |
| 12. | "I'm About to Faint Song"                                 | 0:09    |  |
| 13. | "Mosquitos in Harmony Song"                               | 0:12    |  |
| 14. | "John Thinks He's Randy Song"                             | 0:10    |  |
| 15. | "Mike Thinks He's Dee Dee Ramone Introducing a Song Song" | 0:16    |  |
| 16. | "John Thinks He's Yngwie Song"                            | 0:15    |  |
| 17. | "Gnos Sdrawkcab"                                          | 0:23    |  |
| 18. | "Another Won"                                             | 5:27    |  |
| 19. | "Your Majesty"                                            | 3:45    |  |
| 20. | "A Vision"                                                | 11:24   |  |
| 21. | "Two Far"                                                 | 5:25    |  |
| 22. | "Vital Star"                                              | 5:44    |  |
| 23. | "March of the Tyrant"                                     | 5:34    |  |

## Integrantes
- Chris Collins – vocais nas faixas 18-23
- Kevin Moore – teclado nas faixas 18-23
- John Myung – baixo
- John Petrucci – guitarra
- Mike Portnoy – bateria, teclado na faixa 6